# Isole Tunb
La Grande Tunb e la Piccola Tunb (persiano: تنب بزرگ و تنب کوچک ovvero Tonb-e Bozorg va Tonb-e Kuchak; in arabo: طنب الكبرى وطنب الصغرى ovvero Tunb al-kubra wa Tunb al-sughra) formano un piccolo arcipelago nel golfo Persico (Abu Musa, Bani Forur, Forur, Sirri, Grande e Piccola Tunb), in prossimità dello stretto di Ormuz.

## Storia
L'Iran esercita la sovranità sulle isole dalla partenza delle truppe britanniche dal Golfo Persico (1971). La sovranità sulle due isole, e sull'isola di Abu Musa, è rivendicata dagli Emirati Arabi Uniti.

## Geografia
Le isole sono situate alle coordinate 26°15′N 55°16′E e 26°14′N 55°08′E rispettivamente, ad una distanza di 12 km l'una dall'altra, circa 20 km a sud dell'isola di Qeshm.
Il loro nome deriverebbe dalla parola persiana Tonb (تنب‎) che significa « collina », o dall'arabo Tunub (طنب‎) che significa « habitat ».
La Grande Tunb ha una superficie di 10,30 km². Le fonti non sono unanimi sul numero degli abitanti: in alcune si parla di qualche dozzina ed in altre di un centinaio, mentre altre affermano che l'isola non ospita alcuna popolazione civile. Sull'isola risiede una guarnigione dell'esercito iraniana e vi sono un porto della marina iraniana ed uno stabilimento per lo stoccaggio del pesce. La Piccola Tunb è disabitata.